# Saar (protectorat)
Saar (în franceză Sarre) a fost un protectorat francez între anii 1947 și 1956 ce corespunde actualului land german Saarland. Conform Tratatului de la Versailles de la sfârșitul Primului Război Mondial, Saar a fost timp de 15 ani un protectorat al Ligii Națiunilor iar industria minieră a regiunii era administrată de Franța. După cel de al Doilea Război Mondial, Saar a revenit sub administrație franceză sub forma unui protectorat. În urma unui referendum din anul 1955 populația Saar-ului a decis reunificarea cu Republica Federală Germania.
Conform Planului Monnet, pentru a reface industria Franței în urma războiului și pentru a reduce capacitatea militară a Germaniei, Franța ar fi trebuit să preia controlul economic al Saar-ului și al zonei industriale Ruhr. Odată cu crearea Comunitatății Europene a Cărbunelui și Oțelului Franța a renunțat la planurile de internaționalizare a zonei Ruhr, în schimb planurile de controlare a Saar-ului au fost mai bine reușite. Acesta a devenit un protectorat francez și a fost detașat de Germania. Statele Unite ale Americii au acceptat această decizie sub pretextul unei compensații pentru cele trei invazii ale Franței din partea Germaniei din ultimii 70 de ani.